# 妳最喜歡的歌
《妳最喜歡的歌》是香港歌手黃凱芹的第八張專輯，在1991年6月11日推出。這張專輯整張皆為原創歌曲，在當時香港樂壇實屬罕見。
點題歌曲《你最喜歡的歌》其實是歌者向老鹰的流行經典〈亡命之徒〉致敬的，由盧東尼依1990年美國歌手米高波頓翻唱雷·查尔斯歌曲〈Georgia on My Mind〉的方式重混，以琴鍵為主，漸次加入結他、低音結他、敲擊樂及色士風演奏，雖然曲風與〈Georgia on My Mind〉接近，但並非二次創作。

## 曲目
| 曲序     | 曲目                 |          | 作曲     | 编曲     | 时长  |
| -------- | -------------------- | -------- | -------- | -------- | ----- |
| 1.       | My Baby              | 黃凱芹   | 黃凱芹   | 杜自持   | 5:01  |
| 2.       | 他的影，他的車       | 因葵     | 陳澤忠   | 陳澤忠   | 4:23  |
| 3.       | 情未了（周慧敏合唱） | 黃凱芹   | 黃凱芹   | 盧東尼   | 4:25  |
| 4.       | 愛人沒時候           | 周禮茂   | 唐奕聰   | 唐奕聰   | 4:56  |
| 5.       | 逝去的詩篇           | 簡寧     | 盧東尼   | 盧東尼   | 4:36  |
| 6.       | 讓我痴迷愛一次       | 黃凱芹   | 黃凱芹   | 杜自持   | 5:01  |
| 7.       | 壓抑                 | 因葵     | 徐日勤   | 徐日勤   | 4:17  |
| 8.       | 歲月星塵             | 黃凱芹   | 徐日勤   | 徐日勤   | 4:44  |
| 9.       | 親親你               | 黃凱芹   | 區新明   | 區新明   | 4:17  |
| 10.      | 妳最喜歡的歌         | 黃凱芹   | 黃凱芹   | 盧東尼   | 4:55  |
| 总时长： | 总时长：             | 总时长： | 总时长： | 总时长： | 45:15 |

## 音樂錄像

### 非原人演出
- My Baby（寶麗金金曲卡拉OK POL33013（1991年，部份原聲））
- 情未了（周慧敏合唱）（寶麗金金曲卡拉OK POL33012（1991年，部份原聲）、寶麗金卡拉OK碟聖15合唱歌曲精選（1992年，非原聲）））

## 唱片版本
- CD版
- 黑膠唱片版
- 錄音帶版